# Bernard du Bosquet
Bernard du Bosquet (Cahors, 1310/1320 – Avignone, 19 aprile 1371) è stato un cardinale e arcivescovo cattolico francese.

## Biografia
Nato a Cahors da nobile famiglia, ottenne un dottorato in utroque iure. Fu in successione cappellano papale, auditore della Reverenda Camera Apostolica, canonico della cattedrale di Bordeaux prima e della cattedrale di Cahors poi.
Il 5 settembre 1365 fu nominato arcivescovo di Napoli e mantenne tale carica fino alla sua nomina al cardinalato. Nel 1365 su richiesta del papa istituì lo Studium Romanum.
Nel concistoro del 22 settembre 1368 fu elevato al cardinalato da papa Urbano V e ricevette il titolo dei Santi XII Apostoli; il 31 ottobre successivo entrò nella curia papale di Avignone.
Partecipò al conclave del 1370 che elesse papa Gregorio XI. Morì ad Avignone il 19 aprile 1371.

## Opere

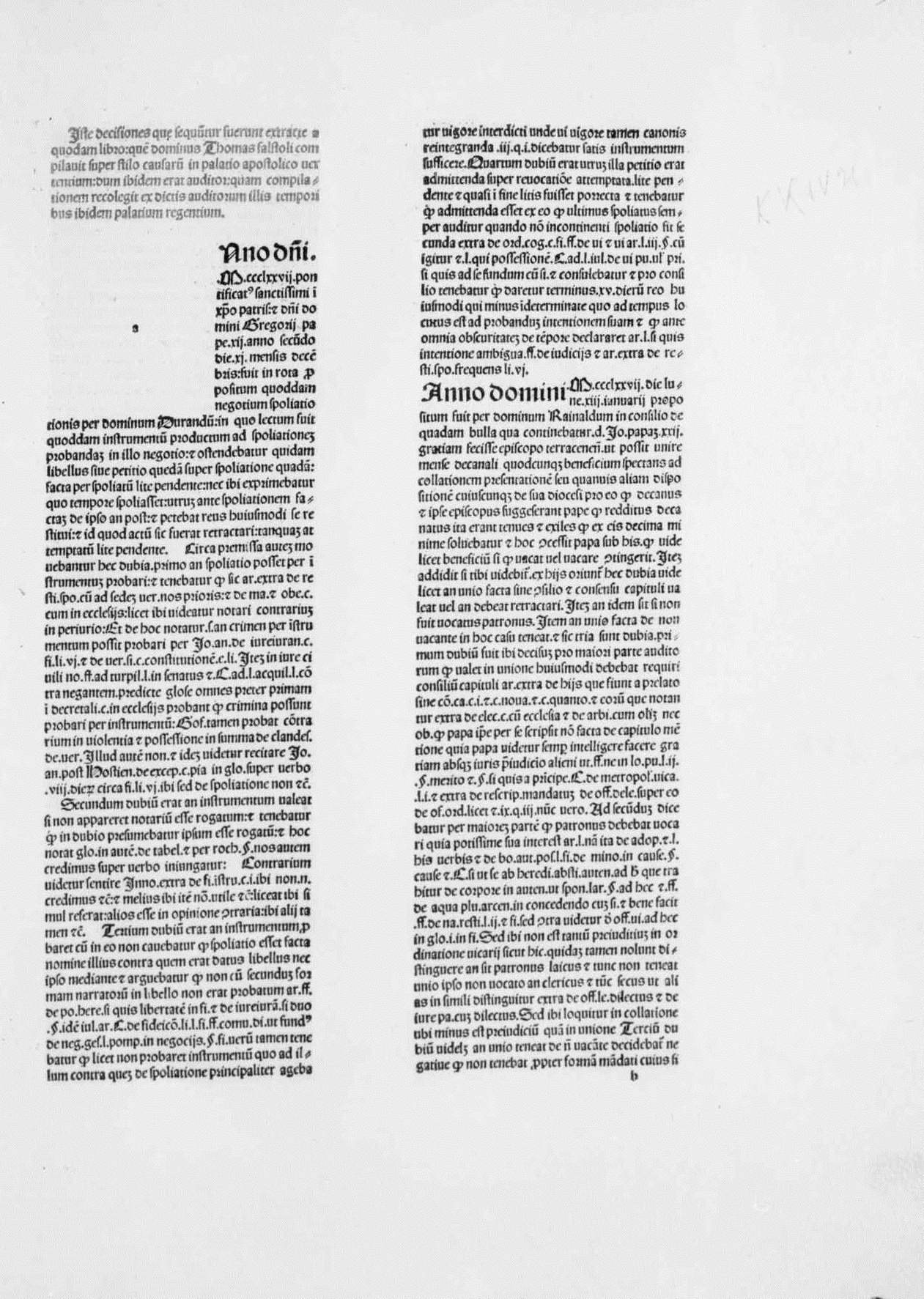
Decisiones Rotae Romanae, 1486

- (LA) Decisiones Rotae Romanae, Pavia, Gasperino de Fiamberti, 1486.